# Massakory
Massakory est la 22e ville du Tchad par le nombre d'habitants[réf. nécessaire].
Elle est le chef-lieu de la région du Hadjer-Lamis et du département du Dagana. Celui-ci regroupe trois sous-préfectures : Massakory, Tourba et Karal

## Géographie
Située à 145 km au nord de N'Djamena, la capitale du Tchad en passant par Djarmaya, Massaguet, elle est limitée au nord par la commune de Mossoro, au sud par la commune de Massaguet, à l'est par la commune de Bokoro et à l'ouest par les communes de Ngouri et Bol. Massakory est un centre commercial et un passage obligé des transhumants à la recherche de pâturage, des commerçants, d'autres voyageurs en partance vers la Libye, le Niger, le Nigeria ou le Bénin.

## Histoire
La ville de Massakory, dans le département de Dagana, est créée le 20 octobre 1901 par les colons. Elle compte plusieurs ethnies qui sont Arabe-dagana, Kanembou, Hadade, Bilala, Gorane, Diaou, Adia, Toundjour, Beniwail, Bouloua, sara et zakawa.

## Économie
Son économie principale est l'agriculture, l'élevage et du commerce. Elle a un grand marché hebdomadaire. Chaque dimanche le marché  regroupe plusieurs villes et villages environnant.

## Éducation
La ville compte plusieurs établissements d'enseignement :
- École normale d'instituteurs[1]
- École centre de Massakory
- École Djambal bahar
- École privée Étoile brillante
- École Alfatha (Arabe)
- Collège d'enseignement général de Massakory
- Lycée moderne de Massakory
- Lycée d'enseignement technique commercial de Massakory
- Lycée-collège des assemblées chrétiennes « Jean Baptiste »

## Administration
La commune de Massakory est structuré par un organigramme, et est dirigé par le maire Korom Mahamat Kosso  

### Gouverneur de Hadjer-lamis
- Du 12 juillet 2019 au 18 décembre 2020 :  Haoua Outhmane Djamé
- Depuis le 18 décembre 2020 :  Amina Kodjiana

## Galerie

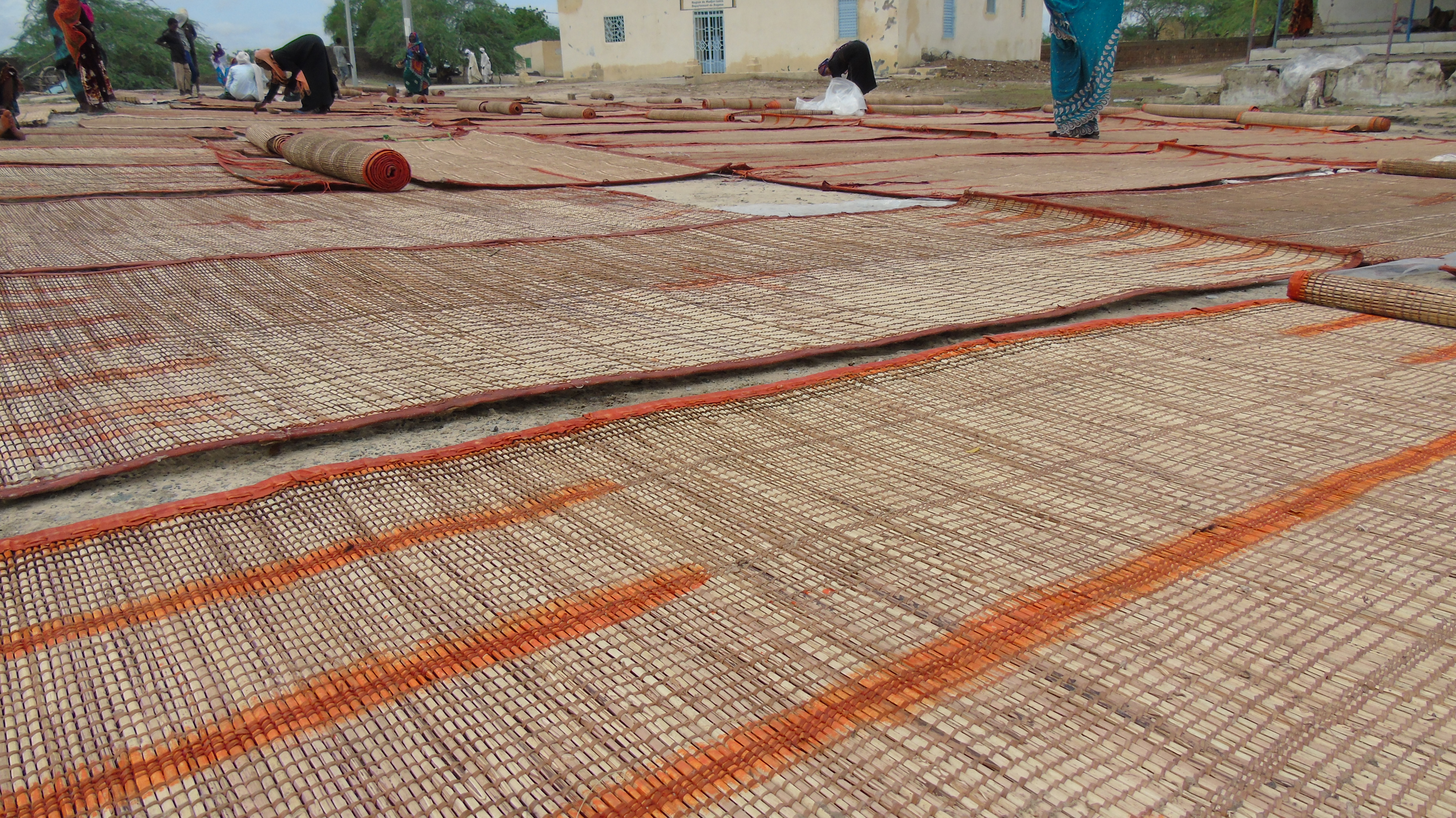
Sorte de paille mélangée avec la peau des bêtes pour fabriquer la natte, le lit traditionnel, le mûr(pour clôturer des cases).

## Personnalités liées à la communauté
- Mahamat Idriss Déby (1984-), militaire et homme d'État tchadien.